# Liste der Baudenkmäler in Oberkotzau
Auf dieser Seite sind die Baudenkmäler in dem oberfränkischen Markt Oberkotzau zusammengestellt. Diese Tabelle ist eine Teilliste der Liste der Baudenkmäler in Bayern. Grundlage ist die Bayerische Denkmalliste, die auf Basis des Bayerischen Denkmalschutzgesetzes vom 1. Oktober 1973 erstmals erstellt wurde und seither durch das Bayerische Landesamt für Denkmalpflege geführt wird. Die folgenden Angaben ersetzen nicht die rechtsverbindliche Auskunft der Denkmalschutzbehörde.
 Diese Liste gibt den Fortschreibungsstand vom 19. August 2014 wieder und enthält 13 Baudenkmäler.
Baudenkmäler finden sich neben jenen in Oberkotzau auch in den Ortsteilen Fattigau, Haideck und Wustuben. Neben den Baudenkmälern sind Bodendenkmäler und Naturdenkmäler weitere wichtige kulturgeschichtliche Zeugnisse.

## Baudenkmäler nach Ortsteilen

### Fattigau
| Lage                      | Objekt                                                 | Beschreibung                                                                                       | Akten-Nr.    | Bild                                                   |
| ------------------------- | ------------------------------------------------------ | -------------------------------------------------------------------------------------------------- | ------------ | ------------------------------------------------------ |
| Hauptstraße 1 (Standort)  | Ehemalige Mühle                                        | Zweigeschossiger Krüppelwalmdachbau, Fachwerkobergeschoss, 1784                                    | D-4-75-158-7 | Ehemalige Mühle                                        |
| Hauptstraße 20 (Standort) | Ehemaliges Vorwerk der Burg Oberkotzau, jetzt Wohnhaus | Zweigeschossiger Walmdachbau des 18. Jahrhunderts über Sockel des 16./17. Jahrhunderts, Freitreppe | D-4-75-158-5 | Ehemaliges Vorwerk der Burg Oberkotzau, jetzt Wohnhaus |

### Haideck
| Lage                 | Objekt        | Beschreibung                                                    | Akten-Nr.     | Bild          |
| -------------------- | ------------- | --------------------------------------------------------------- | ------------- | ------------- |
| Haideck 8 (Standort) | Wohnstallhaus | Zweigeschossig mit Mansardwalmdach. Inschriftlich datiert; 1745 | D-4-75-158-14 | Wohnstallhaus |
| Haideck 8 (Standort) | Nebengebäude  | Massivbau mit Kniestock und Pfettendach                         | D-4-75-158-14 | Nebengebäude  |

### Oberkotzau
| Lage                                                                                         | Objekt                              | Beschreibung | Akten-Nr.     | Bild                       |
| -------------------------------------------------------------------------------------------- | ----------------------------------- | --- | ------------- | -------------------------- |
| Am Rathaus, Kirchstraße, Schwesnitz (Standort)                                               | Pfeifersbrücke                      | Dreibogige Steinbrücke über die Schwesnitz, 18. Jahrhundert | D-4-75-158-4  | Pfeifersbrücke             |
| Bahnhofstraße 3 (Standort)                                                                   | Ehemaliger Bahnhof                  | Zweigeschossiger Walmdachbau mit Lisenengliederung, Anbau, umlaufendes Flugdach, 1877                                                                                                   | D-4-75-158-10 | weitere Bilder             |
| Friedhofstraße 4, 6 (Standort)                                                               | Friedhofskapelle                    | Rechteckiger Bau mit dreiseitigem Westschluss, Dachreiter, Mitte 18. Jahrhundert | D-4-75-158-1  | weitere Bilder             |
| Friedhofstraße 4, 6 (Standort)                                                               | Friedhof                            | Mit mehreren Grabsteinen des 18./19. Jahrhunderts | D-4-75-158-1  | Friedhof                   |
| Friedhofstraße 4, 6 (Standort)                                                               | Friedhofsmauer                      | | D-4-75-158-1  | Friedhofsmauer             |
| Haidecker Straße 12 (Standort)                                                               | Wohnhaus                            | Zweigeschossiges Krüppelwalmdachhaus mit Fachwerkobergeschoss, erste Hälfte 19. Jahrhundert                                                                                             | D-4-75-158-11 | Wohnhaus                   |
| Haidecker Straße 14, Haidecker Straße 12 (Standort)                                          | Ehemalige Fabrikantenvilla          | Zweigeschossiger schiefergedeckter Mansarddachbau mit Dacherkern, 1924 von Gustav Heinze; Gartenlaube Parkartiger Garten mit Einfriedung; zugehörig als Gärtnerhaus Haidecker Straße 12 | D-4-75-158-12 | Ehemalige Fabrikantenvilla |
| Pfarrstraße 2 (Standort)                                                                     | Evangelisch-lutherische Pfarrkirche | Einschiffige Anlage des 15. Jahrhunderts über hochmittelalterlichem Kern, Chor-Rotunde 1935 von German Bestelmeyer; mit Ausstattung                                                     | D-4-75-158-2  | weitere Bilder             |
| Schlossstraße 1, 1 a (Standort)                                                              | Schloss                             | Dreigeschossiger Walmdachbau mit Mittelturm und nördlichem Flügelbau, nach 1852 über älterem Kern errichtet                                                                             | D-4-75-158-3  | weitere Bilder             |
| Schwarzenbacher Straße, an der Staatsstraße 2177 zwischen Oberkotzau und Fattigau (Standort) | Kilometerstein                      | Granit, 19. Jahrhundert | D-4-75-158-13 | Kilometerstein             |
| Nähe Schwesnitz, Schwesnitz (Standort)                                                       | Sogenannter Badersteg               | Fünfjochiger Fußgängersteg über die Schwesnitz, Granit und Gusseisen, Ende 19. Jahrhundert                                                                                              | D-4-75-158-9  | Sogenannter Badersteg      |

### Wustuben
| Lage                  | Objekt     | Beschreibung                                                                                 | Akten-Nr.    | Bild       |
| --------------------- | ---------- | -------------------------------------------------------------------------------------------- | ------------ | ---------- |
| Wustuben 1 (Standort) | Steinkreuz | Gneis, spätmittelalterlich, mit stark abgewitterten Seitenarmen und einer eingeritzten Zange | D-4-75-158-8 | Steinkreuz |